# Wieniec (gromada)
Wieniec – dawna gromada, czyli najmniejsza jednostka podziału terytorialnego Polskiej Rzeczypospolitej Ludowej w latach 1954–1972.
Gromady wraz z gromadzkimi radami narodowymi (GRN) jako organami władzy najniższego stopnia na wsi, funkcjonowały od reformy reorganizującej administrację wiejską przeprowadzonej jesienią 1954 do momentu ich zniesienia z dniem 1 stycznia 1973, tym samym wypierając organizację gminną w latach 1954–1972.
Gromadę Wieniec z siedzibą GRN w Wieńcu utworzono – jako jedną z 8759 gromad na obszarze Polski – w powiecie włocławskim w woj. bydgoskim, na mocy uchwały nr 24/17 WRN w Bydgoszczy z dnia 5 października 1954. W skład jednostki weszły obszary dotychczasowych gromad Kąty, Machnacz, Marianki, Wieniec i Wolica ze zniesionej gminy Wieniec, a także osada leśna Poraza, leśnictwo Poraza i leśnictwo Zdrojowisko Wieniec z dotychczasowej gromady Zdrojowisko Wieniec ze zniesionej gminy Łęg, w tymże powiecie. Dla gromady ustalono 23 członków gromadzkiej rady narodowej.
31 grudnia 1959 do gromady Wieniec włączono obszar zniesionej gromady Brzezie oraz wieś Słone ze zniesionej gromady Pikutkowo w tymże powiecie.
31 grudnia 1964 z gromady Wieniec wyłączono obszar leśny o powierzchni 41 ha położony u granicy miasta Włocławka od strony południowej nad szosą biegnącą do miejscowości Wieniec (oddziały leśne nr 206 i 207 wyraźnie oddzielone od reszty terenów leśnych duktami i oznaczone trwałymi znakami w postaci słupów betonowych), włączając go do miasta (na prawach powiatu) Włocławka w tymże województwie.
1 stycznia 1972 gromadę Wieniec połączono z gromadą Stary Brześć, tworząc z ich obszarów gromadę Stary Brześć z siedzibą Gromadzkiej Rady Narodowej w Starym Brześciu w tymże powiecie (de facto gromadę Wieniec zniesiono, włączając jej obszar do gromady Stary Brześć).